# Carl von Scheuchenstuel

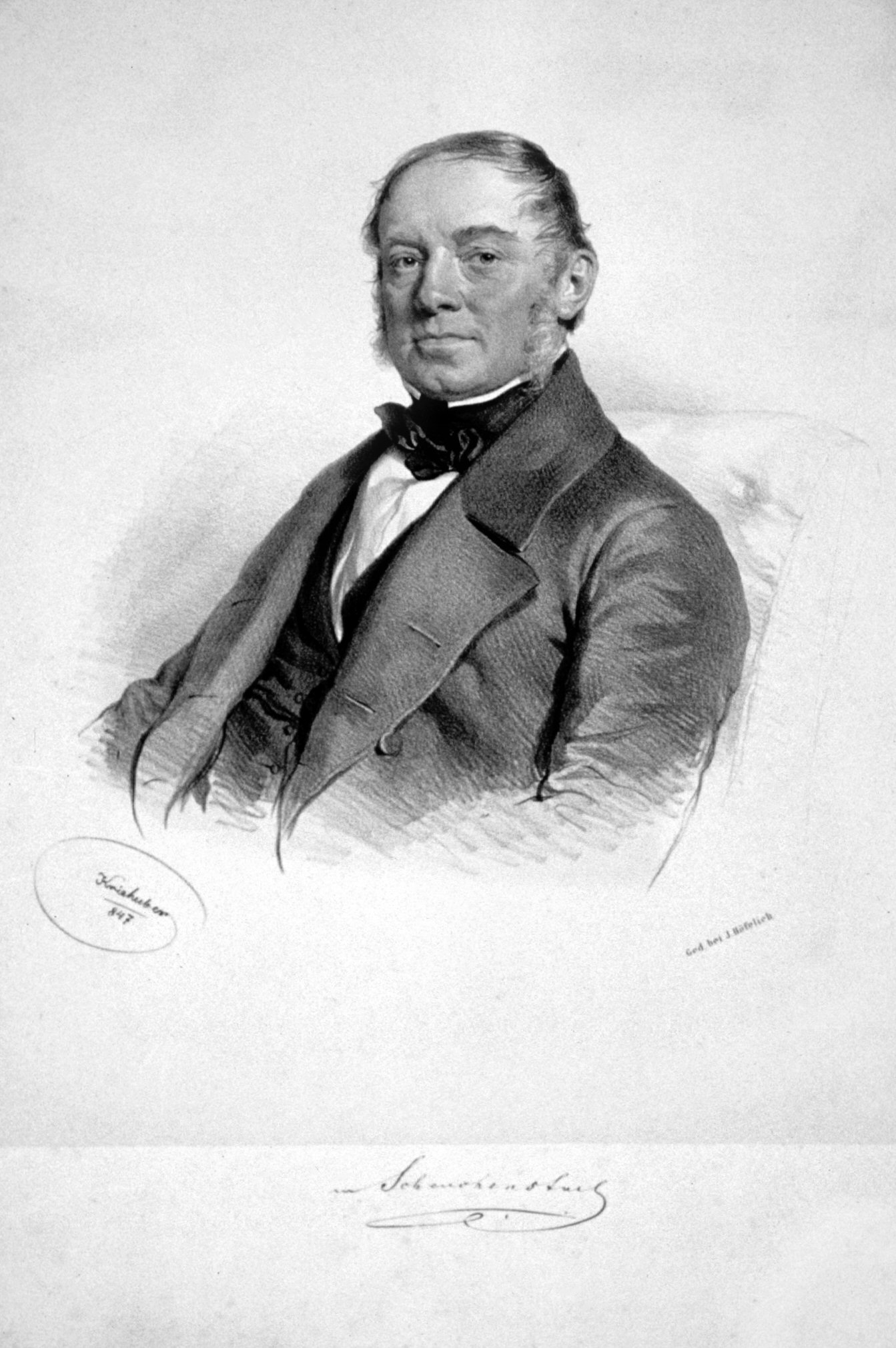
Karl von Scheuchenstuel, Lithographie von Josef Kriehuber, 1847

Carl von Scheuchenstuel, ab 1856 Freiherr von Scheuchenstuel, (* 28. Oktober 1792 in Schwarzenbach, Kärnten; † 21. Juli 1867 in Salzburg) war ein österreichischer Bergbeamter.

## Leben
Scheuchenstuel entstammte der Kärntner Linie des österreichischen Adelsgeschlechts von Scheuchenstuel. Er war Jurist, k. k. Sektionschef und Geheimer Rat. Er war Abgeordneter des Bezirks Leoben in der Frankfurter Nationalversammlung 1848. Am 30. Oktober 1856 wurde er von Kaiser Franz Joseph I. in Wien in den erbländisch-österreichischen Freiherrnstand erhoben.
Im Jahr 1812 trat er als Verweser in Schwarzenbach (Črna na Koroškem) Slowenien in die Dienste des Grafen von Thurn. Bis 1823 verwaltete er den Bergbau, das Schmelz- und Hammerwerk, sowie die Forste um Schwarzenbach (Črna na Koroškem) und Streiteben (Ravne na Koroškem).

## Werke
- Der grau-grüne Tirolerkittel. Gesammelte Gedichte, Schriften und Zeichnungen des tirolisch-vorarlbergischen Radetzky-Vereins, Centraler Radetzky-Verlag, Innsbruck ca. 1850
- Carl von Scheuchenstuel: Motive zu dem allgemeinen österreichischen Berggesetze vom 23. Mai 1854. Aus ämtlichen Quellen. Braumüller, Wien 1855 (Digitalisat).
- Carl von Scheuchenstuel: Idioticon der österreichischen Berg- und Hüttensprache. Zum besseren Verständnisse des österr. Berg-Gesetzes und dessen Motive für Nicht-Montanisten. Wilhelm Braumüller, Wien 1856 (Digitalisat).

## Ehrungen
- Orden der Eisernen Krone 2. Klasse